# TT189
La tombe thébaine TT 189 est située à el-Assasif, dans la nécropole thébaine, sur la rive ouest du Nil, face à Louxor en Égypte. Elle fait partie d'un complexe comprenant également les tombes TT193 et TT194.
| n · M3 | Aa1 · t · D40 | G26 · t · Z4 |

| n · M3 | Aa1 · t · D40 | G26 · t · Z4 |

C'est la sépulture de Nakhtdjehouty (Nḫt-Ḏḥwty) qui est chef des charpentiers et des orfèvres dans le domaine d'Amon, durant le règne de Ramsès II (XIXe dynastie).
Nakhtdjehouty a deux femmes, dont l'une s'appelle Netemhab et l'autre Tentpa[...], dont le nom n'est que partiellement déchiffrable. Il a deux fils, Khensemhab et Amenemouia.

## Description

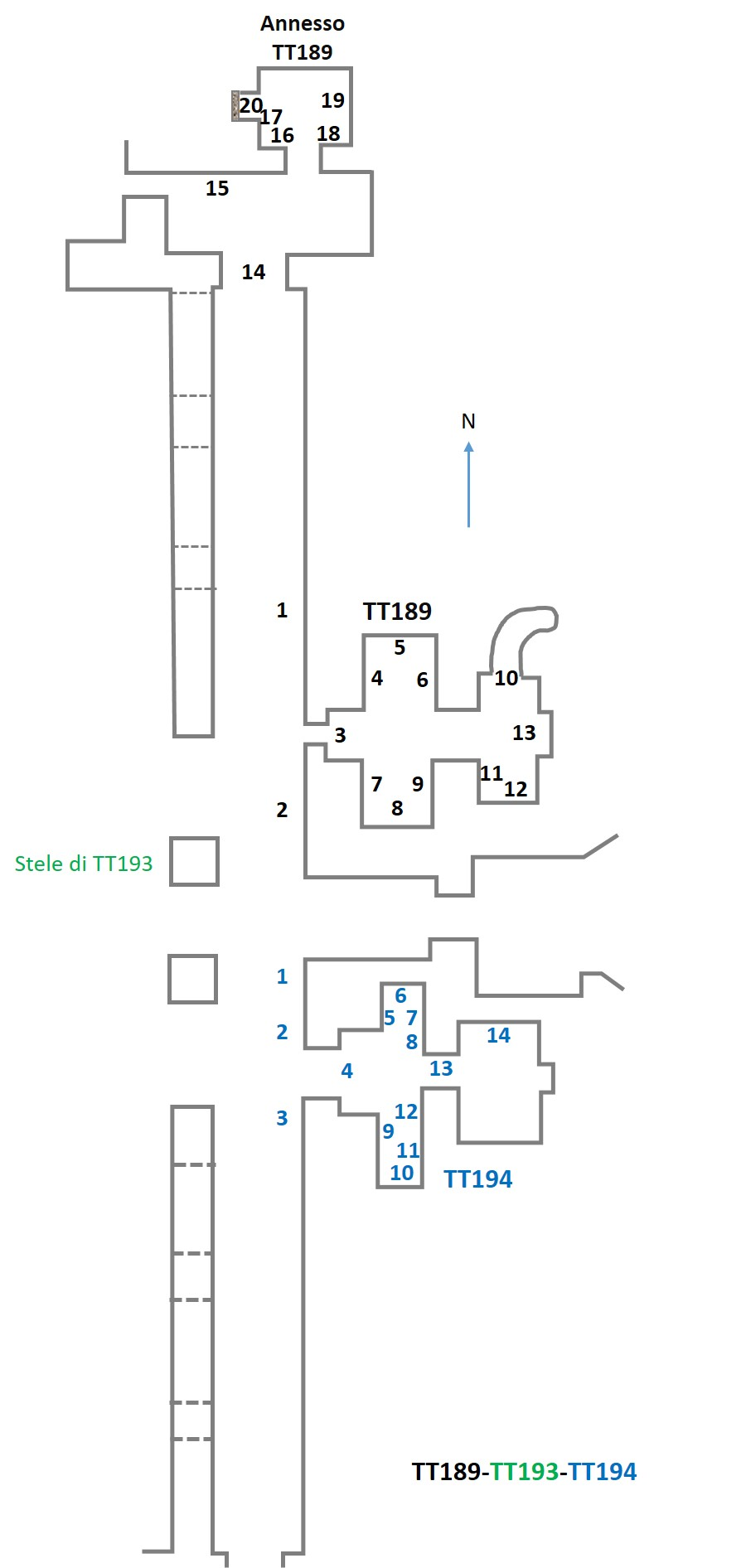

### Annexe TT 189A
L'annexe est composé d'une entrée et d'une pièce. Dans l'entrée Nakhtdjehouty et sa femme Netemhab se tiennent devant Rê-Horakhty, Maât, Osiris et Isis. Dans la pièce, des scènes montrent un homme purifiant le couple. Il y a des scènes du Livre des Portes sur le mur est.